# Iamthemorning
iamthemorning — российский музыкальный дуэт, образованный в 2010 году и исполняющий музыку в жанре прогрессивного рока. Музыка Iamthemorning сочетает в себе прогрессивный рок, фьюжн и камерную музыку. Помимо таких традиционных для рока инструментов, как гитара, бас-гитара и барабаны, дуэт использует разнообразные духовые инструменты, а также струнные квартеты.

## История
Дуэт был образован в 2010 году. Название коллектива является отсылкой к песне «I Am the Morning» с дебютного альбома Effloresce группы Oceansize. В апреле 2012 года группа самостоятельно выпустила свой первый альбом ~.
Второй студийный альбом, Belighted, был издан лейблом Kscope в сентябре 2014 года. Запись и микширование пластинки проходили в Лондоне под руководством Марселя ван Лимбека, известного по работе с Тори Эймос. В качестве приглашенного гостя в записи альбома принял участие Гэвин Харрисон из Porcupine Tree. Третий студийный альбом, Lighthouse, был записан при участии Колина Эдвина (Porcupine Tree) и Мариуша Дуды (Riverside), а также Харрисона и Лимбека. Все три альбома группа спродюсировала самостоятельно.
Во время концертного тура осенью 2015 года, дуэт выступал вместе с Riverside, Árstíðir и Gazpacho.
Альбом Lighthouse стал лучшим в номинации «Альбом года» в сентябре 2016-го по версии Prog Magazine.
Четвёртый альбом дуэта «The Bell» выпущен 2 августа 2019 года.
Пятый альбом «Counting The Ghosts» планируется к выходу 4 декабря 2020.

## Дискография

### Студийные альбомы
- ~ (2012)
- Belighted[англ.] (2014)
- Lighthouse[англ.] (2016)[2][9]
- Ocean Sounds (2018)
- The Bell (2019)

### EP
- Miscellany[англ.] (2014)
- Counting The Ghosts (2020)

### Live
- From the House of Arts[англ.] (2015)

### Blu-Ray
- Ocean Sounds (2018)